# 제임스 브루스
제임스 브루스(James Bruce, 1730년 12월 14일 ~ 1794년 4월 27일)은 스코틀랜드의 탐험가이다. 청나일강의 기원을 찾기 위해 북아프리카와 에티오피아에서 12년 이상을 보냈다.